# Червоні бджоли
«Червоні бджоли» (рос. «Красные пчёлы») — радянський дитячий художній фільм 1972 року, що знятий на кіностудії «Ленфільм». Фільм розповідає про протистояння піонерського загону «Червоні бджоли» і загону скаутів з дітей непманів і «колишніх» за часів НЕПу у невеликому провінційному місті.

## Сюжет
У 1922 році в невеликому місті збираються відновлювати завод, новим директором призначено колишнього робітника цього заводу Василя. Господар заводу Димбаєв, що втік, сховав все обладнання, щоб воно не дісталося більшовикам. Діти заводських робітників на чолі з Сенькою намагаються відшукати обладнання на дні річки. Однак Василь пропонує їм замість цього створити загін, щоб спершу навести порядок в цехах. Хлопці називають загін «Червоні бджоли». Фільм розповідає про пригоди його юних героїв, їхні трудові будні та протистоянна зі скаутами.

## У ролях
- Володимир Лельотко —  Сенька
- Дмитро Жарковський —  Антик
- Наталія Шишкіна —  Стелла
- Андрій Крупенін —  Борька
- Сергій Дементьєв —  Колька
- Андрій Галкін —  Валька, син Губарєва
- Ольга Іллющенко —  Вірка
- Ірина Шабуніна —  Катька
- Леонід Іванов —  Рудий
- Олександр Рудаков —  Конопатий
- Михайло Кононов —  Василь
- Юрій Медведєв —  Губарєв, господар порома, батько Вальки
- Аркадій Трусов —  Олексій Семенов, сторож
- Іван Краско —  інженер Домбровський, батько Стелли
- Георгій Штиль —  міліціонер
- Микола Федорцов —  Степан
- Лариса Буркова —  мама Вірки
- Олена Жигадло —  Анна Петрівна
- Михайло Девяткин —  непман, батько Борьки

## Знімальна група
- Режисер:  Леонід Макаричев
- Сценаристи:  Олександр Власов,  Аркадій Млодик
- Оператори:  Борис Тимковський,  Музакір Шуруков
- Композитор:  Владислав Кладницький
- Художник:  Олексій Рудяков